# Езбера, Фёдор Иванович
Фёдор Иванович Езбера (чеш. František Jan Jezbera; 15 января 1829, Бржезнице — 5 ноября 1901, Варшава) — чешский филолог. Пропагандировал использование кириллицы.

## Биография
Родился в 1829 году в Чехии, в крестьянской семье. С 1869 года состоял доцентом по кафедре славянских наречий в Варшавском университете. Путешествуя по России, он составил коллекцию предметов, этнографических рисунков, моделей, икон и т. д. и из них устроил в Варшаве «Всероссийский Музей». Умер в 1901 году.

## Литературная и общественная деятельность
Как писал для журнала «Новый Свет» Константин Грот:
«Литературная и общественная деятельность Езбера была направлена на пропаганду веры в спасительность для всех западных славян, употребляющих латинское письмо, перехода к славянскому письму, то есть к кириллице, полного объединения славян хоть в письме, как могучем факторе литературной взаимности. Такое объединение он считал самым первым условием успехов славянского культурного единения и взаимного сближения».
Написал ряд работ, брошюр и статей на тему использования кириллицы. В 1860 г. появилась его статья: «О письменах всех славян». С этого времени большая часть его брошюр, писанных на чешском языке, печаталась или только кириллицей, или параллельно кириллицей и латиницей. 